# 椿子村
椿子村（つばこむら）は、福岡県浮羽郡にあった村。現在のうきは市の一部。

## 地理
巨瀬川の上流右岸、隈上川流域に位置していた。

## 歴史

### 沿革
- 1889年（明治22年）4月1日 - 町村制の施行により、生葉郡東隈上村、西隈上村、朝田村が合併して村制施行し、椿子村が発足[1][2]。
- 1896年（明治29年）4月1日 - 郡の統合により浮羽郡に所属[1][3]。
- 1914年（大正3年）- 隈の上市場開設[1]
- 1915年（大正4年）- 耕地整理実施[1]
- 1929年（昭和4年）4月1日 - 浮羽郡浮羽村と合併し御幸村を新設して廃止された[1][2]。

### 地名の由来
往古よりこの地を椿子と称していたため。

## 交通

### 鉄道
- 1910年（明治43年）- 筑後軌道 吉井町 – 地内字千足延長[1]。
- 1913年（大正2年）- 筑後軌道 大分県日田郡長渓まで開通[1]。